# 飽戸弘
飽戸 弘（あくと ひろし、1935年3月14日 - ）は、日本の社会学者、東京大学名誉教授。専門は、社会心理学、コミュニケーション論。

## 来歴
神奈川県生まれ。1959年東京大学教育学部卒業。
東京大学新聞研究所助手、埼玉大学教養学部助教授、東京大学新聞研究所助教授、東京大学文学部助教授・教授、95年定年退官、名誉教授。
その後、東洋英和女学院大学人間科学部教授、東洋英和女学院大学学長、放送倫理・番組向上機構（BPO）理事長（2015年3月まで）を歴任。2013年秋、瑞宝中綬章受勲。現在、一般社団法人・社会調査協会理事長。

## 著書

### 単著
- 『コミュニケーション――説得と対話の科学』（筑摩書房, 1972年）
- 『社会調査入門――調査を生かす12章』（日本経済新聞社, 1975年）
- 『消費文化論――新しいライフスタイルからの発想』（中央経済社, 1985年）
- 『新しい消費者のパラダイム』（中央経済社, 1987年）
- 『社会調査ハンドブック』（日本経済新聞社, 1987年）
- 『メディア政治時代の選挙――大統領はこうしてつくられる』（筑摩書房, 1989年）
- 『コミュニケーションの社会心理学』（筑摩書房, 1992年）
- 『売れ筋の法則――ライフスタイル戦略の再構築』（ちくま新書, 1999年）

### 共著
- （山川雄巳）『政治システムの技術』（学習研究社, 1975年）
- （鈴木裕久・田崎篤郎・嶋田智光）『経済心理学――マーケティングと広告のための心理学』（朝倉書店, 1982年）
- （辻村明・古畑和孝）『世界は日本をどう見ているか――対日イメージの研究』（日本評論社, 1987年）

### 編著
- 『広告効果――受け手心理の理論と実証』（読売テレビ放送KK, 1972年）
- 『シリーズ・政治と経済の心理学（1）政治行動の社会心理学』（福村出版, 1994年）
- 『シリーズ・政治と経済の心理学（2）消費行動の社会心理学』（福村出版, 1994年）
- 『ソーシャル・ネットワークと投票行動』（木鐸社, 2000年）

### 共編著
- （富永健一・祖父江孝男）『変動期の日本社会――その構造と意識の分析』（日本放送出版協会, 1972年）
- （林知己夫）『多次元尺度解析法――その有効性と問題点』（サイエンス社, 1976年）
- （松田義幸）『「ゆとり」時代のライフスタイル――7タイプにみる生活意識と行動』（日本経済新聞社, 1989年）
- （東京ガス都市生活研究所）『食文化の国際比較』（日本経済新聞社, 1992年）